# De Anderhalve Meter Show

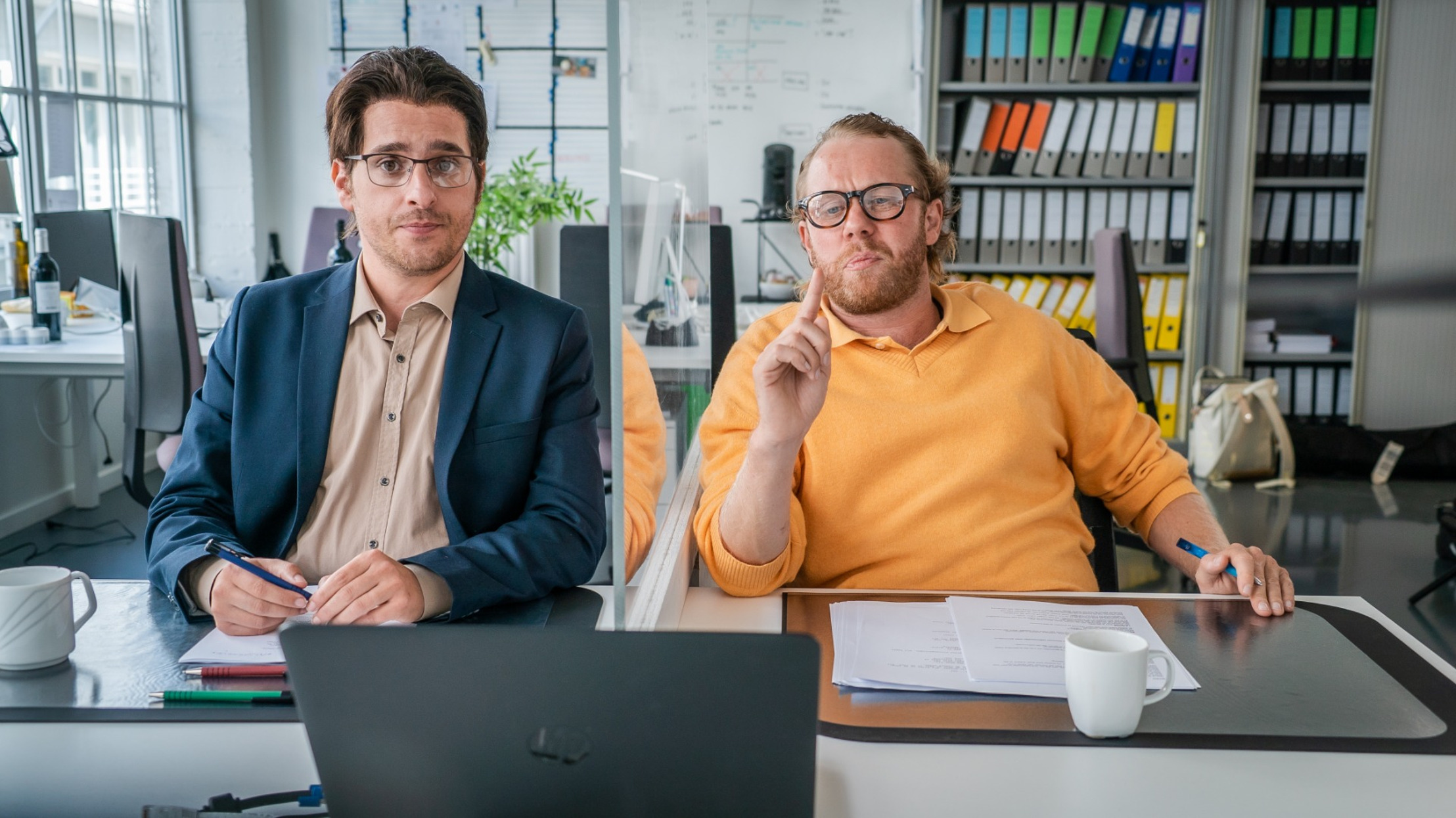
Jelle De Beule en Rik Verheye

De Anderhalve Meter Show was een Vlaams, komisch sketchprogramma op VIER dat inspeelde op de regels van social distancing ten tijde van de coronacrisis in 2020.
Het programma werd in korte tijd geschreven en gespeeld door Jelle De Beule, Koen De Poorter (één helft van de cabaretgroep Neveneffecten) en Rik Verheye. Andere acteurs in de reeks zijn Charlotte Vandermeersch, Isabelle Van Hecke, Liesa Naert, William Boeva en Silke Thorrez.

## Concept
De Anderhalve Meter Show is een 'coronaproof' sketchprogramma waarbij de social distancing te allen tijde gerespecteerd wordt: de acteurs blijven dus steeds minstens op anderhalve meter van elkaar, dragen mondmaskers of zijn gescheiden door glas of plexi. Dit alles onder toeziend oog van twee virologen, Steve Hermans en Dirk Stevesyns (gespeeld door Jelle De Beule en Rik Verheye), van de Federale Overheidsdienst Volksgezondheid, Veiligheid van de Voedselketen en Leefmilieu.

## Kijkcijfers

### Seizoen 1
| Afl. | Kijkcijfer (live)      | Uitzenddatum België |
| ---- | ---------------------- | ------------------- |
| 1    | 443.882                | 13 oktober 2020     |
| 2    | 390.378                | 20 oktober 2020     |
| 3    | niet meer in de top 20 | 27 oktober 2020     |
| 4    | niet meer in de top 20 | 3 november 2020     |
| 5    | 216.589                | 10 november 2020    |
| 6    | 212.162                | 17 november 2020    |

## Cast
- Jelle De Beule (6 afleveringen)
- Koen De Poorter (6 afleveringen)
- Isabelle Van Hecke (6 afleveringen)
- Rik Verheye (6 afleveringen)
- Koen De Poorter (6 afleveringen)
- Isabelle Van Hecke (6 afleveringen)
- Liesa Naert (6 afleveringen)
- Silke Thorrez (5 afleveringen)
- Charlotte Vandermeersch (3 afleveringen)
- William Boeva (2 afleveringen)
- Vic De Wachter (1 aflevering)
- Gilles De Coster (1 aflevering)
- Gunther Levi (1 aflevering)
- Dominique Van Malder (1 aflevering)
- Laurens Aneca (1 aflevering)
- Jaimie Van Kerschaver (1 aflevering)
- Davy Gilles (1 aflevering)